# توكلنا
توكلنا هو تطبيق محمول وتطبيق فائق مصمم ليعمل على الهواتف الذكية، ومنصة الويب وغيرها من الأجهزة النقالة. وهو أحد التطبيقات الخاصة بوباء فيروس كورونا 2019–20 يقوم بإدارة عملية منح التصاريح إلكترونيًا خلال فترة منع التجول، والتطبيق مقدم من الهيئة السعودية للبيانات والذكاء الاصطناعي ويأتي في إطار دعم الجهود الحكومية للحد من انتشار فيروس «كورونا» المستجد. وقد تجاوز عدد مستخدميه 27 مليون مستفيد.

## آلية العمل
تقوم آلية تطبيق توكلنا على إدارة التصاريح الإلكترونية، من خلال تخصيص (4) ساعات في الأسبوع الواحد لكل فرد للقيام بمهامه التموينية في الوقت الذي يرغب فيه. علمًا أن احتساب ساعات الأسبوع ينتهي في يوم السبت عند الساعة 11:59 مساءً. وفي حال اضطر الفرد لمخالفة قرار منع التجول والخروج لأمر طارئ بعد استنفاده رصيده من الساعات المخصصة له، وتم تسجيل مخالفة بحقه من قِبَل رجال الأمن، فيحق للفرد في هذه الحالة رفع طلب اعتراض من خلال منصة «أبشر»، حيث سيتم النظر في طلب الاعتراض من قبل اللجان الأمنية، والرد على صاحب الاعتراض والمبررات وراء قبول الطلب أو رفضه.

## خصائص التطبيق
- طلب تصاريح الخروج للحصول على التموين الضروري خلال فترة المنع بشكل إلكتروني عن طريق التطبيق بحيث تتم معالجة الطلبات آليًا.
- طلب تصاريح التموين داخل الحي خلال فترة المنع الكلي بشكل إلكتروني عن طريق التطبيق بحيث تتم معالجة الطلبات آليًا.
- استعراض الكود الخاص بالمستخدم "QR" لرجل الأمن للإسهام في تسريع عملية التحقق والمرور للمواطنين والمقيمين.
- الإجابة عن الأسئلة الصحية لدعم وزارة الصحة في متابعة تلك الحالات، ويمكن التبليغ عن حالات الاشتباه وإيصال ذلك للجهات المعنية لمساعدة المستخدم على تلقي الخدمات الصحية، وبالتالي المساهمة في الحد من انتشار الفيروس.
- استعراض تصاريح العمل بشكل إلكتروني لتسهيل عملية انتقال موظفي الجهات الحكومية وشركات القطاع الخاص المستثناة من المنع، مثل: موظفي المستشفيات، والصيدليات، وشركات التموين، وغيرها من الجهات والشركات الحيوية، من وإلى مواقع عملهم، من خلال تمكين الجهات والمنشآت من رفع تصاريح العمل بشكل إلكتروني عبر تطبيق توكلنا.
- استعراض آخر المستجدات الصحية والطبية المتعلقة بانتشار الوباء وسبل الوقاية منه.
- عرض تصاريح المواعيد الطبية للمستخدم.
- طلب تغيير مكان الإقامة.
- إظهار العد التنازلي للوقت المتبقي للتصريح.
- إمكانية طلب تصريح إلحاقي للسائق الخاص.
- تنبيه المستخدم بعدد الساعات المتبقية من الرصيد.
- يعمل التطبيق باللغتين العربية والإنجليزية.

## خدمات تطبيق توكلنا

### استعراض الحالة الصحيَّة
تحديد حالة المستخدم الصحية من خلال الألوان؛ فالأخضر يرمز إلى أن المستخدم لم تثبت إصابته، فيما اللون البني يخص المصابين، والبرتقالي للمخالطين الذين يجب عليه الالتزام بالعزل المنزلي، والأصفر للمخالطين الذين يُسمح لهم بالذهاب إلى العمل مع الحرص على الإجراءات الاحترازيَّة.

### تسجيل الزائرين
تتيح هذه الخاصية للمستخدم الزائر تسجيل حساب جديد في تطبيق توكلنا، بالإضافة إلى تسجيل الدخول وإعادة تعيين كلمة المرور في حال نسيانها.

### إظهار نتائج قياس
تسمح هذه الخاصية للمستخدم بمعرفة نتائج اختبارات القياس في تطبيق توكلنا.

### الهوية الرقمية
في 24 مارس 2021 أطلقت وزارة الداخلية السعودية، بالتعاون مع الهيئة السعودية للبيانات والذكاء الاصطناعي (سدايا)، مشروع (الهوية الرقمية) عن طريق تطبيق «توكلنا»، والذي يهدف إلى رقمنة الوثائق الثبوتية الحكومية. تُعد الهوية الرقمية مطابقة للهوية الرقمية (الهوية الوطنية للسعوديين وهوية مقيم للمقيمين) في تطبيق وزارة الداخلية الإلكتروني (أبشر أفراد)، وتُعد إثباتًا رسميًّا معتمدًا للمواطنين والمقيمين لإثبات هوياتهم لدى رجال الأمن بصفتها وسيلة إثبات إلكترونية. يأتي هذا التعاون بين وزارة الداخلية وسدايا تنفيذًا لتوجيهات رئيس مجلس إدارة الهيئة السعودية للبيانات والذكاء الاصطناعي ولي العهد الأمير محمد بن سلمان آل سعود، لتعزيز التكامل بين الجهات الحكومية في إطار جهود تمكين التحول الرقمي تحقيقًا لمستهدفات رؤية 2030.

### خدمة تحسين المشهد الحضري
هي خدمة تم إطلاقها للبلاغ عن حالات التشوه البصري بما يحقق مفهوم المدن، وتتيح هذه الخدمة للمستخدم رفع ومتابعة بلاغات التشوه البصري من خلال تطبيق توكلنا بالتعاون مع وزارة الشؤون البلدية والقروية والإسكان.

## خدمات تطبيق توكلنا في ظل حالة المنع من التجوال
1. استعراض المخالفات.
2. الاستعلام عن مخالفات شخص آخر.
3. طلب تصاريح التموين داخل الحي.
4. طلب تصاريح الخروج.
5. استعراض تصاريح العمل.
6. الإجابة عن الأسئلة الصحية لدعم وزارة الصحة في متابعة تلك الحالات.
7. استعراض الكود الخاص بالمستخدم "QR" لرجل الأمن.
8. استعراض آخر المستجدات الصحية والطبية.
9. إمكانية طلـب تـصريح إلحاقي للسائق الخاص.
10. عرض تصاريح المواعيد الطبية للمستخدم.
11. تصريح رياضة المشي ساعة واحدة في اليوم (داخل الحي).
12. تصريح طبي طارئ.
13. تصريح طالب.
14. بلاغ كسر منع التجول.[5]

## تطبيق توكلنا خدمات
أطلقت الهيئة السعودية للبيانات والذكاء الاصطناعي (سدايا) تطبيق «توكلنا خدمات» في 29 أبريل 2022 لتقديم أكثر من 140 خدمة إلكترونية في مكان واحد.
ويشتمل تطبيق «توكلنا خدمات»، الذي يُعد أحد المنتجات النوعية لمنظومة توكلنا، على خدمة استعراض رخص القيادة والتأمين والجوازات والصكوك والوكالات، والمحفظة الرقمية المعتمدة لدى الجهات الحكومية، وخدمات الفعاليات والخدمات العامة، والتي تشمل التبرع مع إحسان وتجويد البيانات ورمز توكلنا وتعريف رقم الجوال، وغيرها من الخدمات.
في 26 أكتوبر 2023 دشنت الهيئة السعودية للبيانات والذكاء الاصطناعي «سدايا» الهوية الجديدة والنسخة المطورة من «تطبيق توكلنا خدمات» لتسهيل وصول أكثر من 241 خدمة حكومية إلى المستفيدين من المواطنين والمقيمين، وتقدم الخدمات بـ7 لغات لأكثر من 31 مليون مستخدم في مختلف أنحاء العالم.

## وصلات خارجية
- الموقع الرسمي
- قوقل بلاي
- آب ستور
- آب غاليري